# Duran Duran
Duran Duran is een Britse newwaveband uit Birmingham opgericht in 1978 door Nick Rhodes en John Taylor. Niet veel later sloot Roger Taylor zich aan bij de groep, in 1980 gevolgd door Andy Taylor (geen familie) en zanger Simon le Bon.
Duran Duran werd bij het grote publiek vooral bekend door de vele spraakmakende muziekvideo's zoals Girls on Film tijdens het begin van muziekzender MTV in 1981.
Op 22 oktober 2021 verscheen het 15e album Future Past van de Britse band, precies 40 jaar na het debuut. Het album kwam binnen op plek 3 in Groot-Brittannië, de hoogste notering sinds 1983.

## Geschiedenis
De groep werd in 1978 in Birmingham opgericht door Nick Rhodes en John Taylor. Na een korte periode met enkele bezettingswisselingen (met onder andere Stephen Duffy op zang), bestond de band uiteindelijk uit Simon le Bon (zang), Nick Rhodes (keyboards), Roger Taylor (drums), Andy Taylor (gitaar) en John Taylor (basgitaar), geen van allen familie van elkaar. Hun debuutalbum Duran Duran uit 1981 bevat een succesvolle mengeling van disco, new wave en op David Bowie en Roxy Music geënte pop. Hiermee brak de groep, mede dankzij sterke singles als Planet Earth en Girls On film, direct door in Groot-Brittannië.
In 1982 verscheen het album Rio, waarna ook de rest van de wereld volgde. De van dit album afkomstige single Hungry Like The Wolf betekende hun doorbraak in de VS en de aanstekerballade Save A Prayer werd een wereldhit. De leden van Duran Duran waren vanaf die tijd supersterren. Naast de muziek vielen de videoclips op (die veelvuldig door het opkomende MTV werden gedraaid), evenals de tot in de puntjes verzorgde kleding. 
Vooral vrouwelijke tieners stonden vooraan bij hun concerten en de Duranmania grensde soms aan hysterie. De tv-special Live! Hammersmith 1982 die in 2009 op dvd werd uitgebracht, laat dit goed zien. 
In 1983 volgden de single Is There Something I Should Know en het commercieel meest succesvolle album Seven and the Ragged Tiger, met daarop de jaren 80-klassieker The Reflex. De groep ging op wereldtournee, die werd vastgelegd in de rockumentary Sing Blue Silver, de muziekfilm (met bijbehorend live-album) Arena en de tv-special As The Lights Go Down (die in 2010 op dvd verscheen en in 2019 als een vinyl live-album). 
In 1984 scoorde de groep wederom een grote hit met het nummer The Wild Boys, waarna de groep een korte rustpauze nam. John en Andy Taylor vormden in 1985 samen met Robert Palmer en Chic-drummer Tony Thompson de rockgroep The Power Station (hit: Some Like It Hot) en LeBon en Rhodes stichtten de groep Arcadia (hit: Election Day), waarvan ook drummer Roger Taylor deel uitmaakte en waarbij voor een artistiekere aanpak gekozen wordt. Op het album So Red The Rose zongen o.a. Sting en Grace Jones mee. Tussendoor scoorde Duran Duran een hit met A View To A Kill, de titelsong van de gelijknamige James Bond-film. Ook traden ze op tijdens het grootschalige Live Aid-concert in Philadelphia. 
Eind 1985 werd duidelijk dat Roger Taylor genoeg had van het sterrendom, waarna hij de groep verliet. Even later vertrok ook gitarist Andy Taylor om een matig succesvolle solocarrière te beginnen (album: Thunder).
In 1986 namen de drie overgebleven bandleden samen met producer Nile Rodgers het comebackalbum Notorious op, waarvan de titelsong een grote hit wordt. In mei 1987 trad de band twee avonden in Rotterdam op, hun eerste Nederlandse optredens sinds 1981, waarvan een aantal nummers op de promo-ep Duran Goes Dutch verschijnt. De piek van hun succes leek dan echter bereikt.
In 1988 verscheen het album Big Thing, dat nog maar een matige respons opriep, en het in 1990 verschenen Liberty werd door nagenoeg iedereen geheel genegeerd. De hysterische fans waren verdwenen en Duran Duran miste aansluiting bij de populaire muzikale trends van begin jaren 90. 
In 1993 leek het tij te keren; ex-Missing Persons-gitarist Warren Cuccurullo was toen toegetreden als vast bandlid. Met het sterke soft-rockalbum Duran Duran (ook bekend als The Wedding Album) en de single Ordinary World liet de groep zien nog steeds niet uitgerangeerd te zijn. Het succes was echter van korte duur. De single Come Undone kwam in Nederland niet verder dan de tipparade, een concert in Ahoy' moest na 2 nummers worden afgebroken wegens stemproblemen van Le Bon en het coveralbum Thank You (1995) werd door critici de grond in geboord.
John Taylor verliet de groep tijdens de opnames van het album Medazzaland (1997), dat door EMI enkel in de VS werd uitgebracht, waarna het label de groep helemaal liet vallen. Het album getiteld titel Pop Trash (2000) werd geen succes, en de band leek veroordeeld tot een bestaan van lager allooi zoals optredens in de casino's van Las Vegas. De steeds grotere en dominantere rol van gitarist Cuccurullo leidde met name bij Le Bon tot veel onvrede.

### Vanaf 2000
Rhodes en Le Bon, als enige originele bandleden, besloten in 2001 de drie Taylors te polsen voor een reünie van de fab five, die hier wel wat in zagen. Cuccurullo werd aan de kant gezet en in 2003 ging de band in de originele bezetting weer op tournee. De fans van weleer waren ouder geworden, maar kwamen en masse naar de reünieoptredens die, bij gebrek aan nieuw materiaal bijna louter uit greatest hits bestonden. 
In 2004 verscheen het album Astronaut, dat door pers en publiek goed ontvangen werd. De single (Reach Up For The) Sunrise werd zelfs een bescheiden radiohit. In 2005 deed de groep in het kader van de Astronaut-tour ook Nederland aan. Dat de groep moeite blijft houden met het vasthouden van het momentum bleek uit een teleurstellend optreden op Live 8 in juli 2005. 
Eind 2005 bezorgde DJ Ferry Corsten de groep een hit met het nummer Fire, dat een sample bevat van het nummer Serious uit 1990. Het nummer Nice van Astronaut verscheen als download-only single. Ook verscheen een live-dvd opgenomen in het Wembley Stadium in Londen tijdens de reünietournee. 
De band was eind 2006 op tournee in Oost-Europa wanneer het bericht naar buiten werd gebracht dat Andy Taylor de groep wederom had verlaten. Naar verluidt kon hij zich niet vinden in de muzikale koers die de groep samen met producers Timbaland, Nate Hills en Justin Timberlake ingeslagen is. Het eerste product van die samenwerking, de single Falling Down, verscheen in oktober 2007, een maand later gevolgd door het album Red Carpet Massacre dat in de pers goed werd ontvangen, maar door het publiek nagenoeg genegeerd werd en later door de band zelf wordt afgedaan als "te veel Timberlake/Timbaland, te weinig Duran". Ter promotie van de release van dit album traden de vier overgebleven leden op in een aantal shows in het Barrymore Theatre op Broadway. 
De band trad in juni 2008 wederom op in Amsterdam. In 2008 verscheen ook de autobiografie van Andy Taylor (Wild Boy: My Life in Duran Duran) waarin hij het management de schuld geeft van zijn breuk met de groep twee jaar eerder. Het contract met platenmaatschappij Sony eindigde in 2009. In 2010 werkte de groep samen met producer Mark Ronson aan een nieuw te verschijnen album. Het album All you need is now was vanaf 21 december 2010 op iTunes te downloaden. De bijbehorende single All you need is now werd uitgebracht als download only. Begin 2011 werd een uitgebreidere versie van het album All you need is now op cd en later ook op vinyl uitgebracht, op hun eigen Tape Modern label. Het album kreeg overwegend goede kritieken en betekende een terugkeer naar de sound van Rio. In het nummer Safe is Ana Matronic van de Scissor Sisters te horen.
In het najaar van 2011 werd een live-album opgenomen Diamond in the mind, dat in het voorjaar van 2012 werd uitgebracht op cd, dvd en bluray. Een serie optredens in 2011, waaronder een gepland optreden op 11 juni van dat jaar in het ADO Stadion in Den Haag, moest worden afgelast vanwege stemproblemen van Le Bon. In 2012 verscheen de autobiografie van John Taylor, Into the pleasure groove, waarin hij openhartig spreekt over zijn langdurige verslaving aan alcohol en cocaïne. In 2015 stond de band op Night at the Park in Den Haag. 
In september 2015 verscheen het album Paper Gods, dat over het algemeen goed ontvangen werd. Op dit album werd samengewerkt met een aantal gastartiesten, waaronder John Frusciante, Kiesza, Lindsay Lohan, Janelle Monáe en producer Mr Hudson. Een prominente rol is weggelegd voor Nile Rodgers, die een aantal nummers produceerde en met zijn kenmerkende gitaargeluid te horen is op de single Pressure Off. In 2016 begon de band aan de Paper Gods Tour, die tot in 2019 voortduurt en zich vooral op het Amerikaanse continent en in Azië afspeelde, met uitzondering van een handvol festivaloptredens in Europa. In 2018 bracht de groep het live-album Budokan op vinyl uit, met daarop een aantal nummers van hun optreden met Nile Rodgers in Japan in 2017.

### Vanaf 2020
De band maakte plannen voor het 40-jarig jubileum, geplande optredens in 2020 werden echter vanwege de coronapandemie geannuleerd. Begin 2021 verscheen de single Five Years, een cover van David Bowie en een samenwerking met Bowie-pianist Mike Garson. In mei 2021 verscheen de eerste single van het nieuwe album Future Past, Invisible, dat in oktober 2021 uitkwam. Het album werd erg goed ontvangen in Groot-Brittannië met een plek 3, de hoogste notering sinds 1983. De band werkte onder meer samen met Mark Ronson, ex-Blur-gitarist Graham Coxon en Giorgio Moroder. In juli 2022 begon Duran Duran aan hun Future Past tour in de Verenigde Staten. Een optreden voor een select gezelschap in Los Angeles vormde de basis voor de concertfilm A Hollywood High die in 2022 wereldwijd een (bescheiden) bioscooprelease kreeg en later ook op dvd en bluray is uitgebracht..
De band, inclusief de ex-leden Andy Taylor en Warren Cuccurullo, werd in november 2022 opgenomen in de Rock & Roll Hall of Fame. De groep trad bij de inhuldiging echter in de huidige vierpersoonsbezetting op en las een persoonlijke brief van Andy Taylor voor, waarin deze bekendmaakte aan vergevorderde prostaatkanker te lijden.
In oktober 2023 verscheen het zestiende studioalbum van de band getiteld Danse Macabre met als thema halloween, dat buiten de VS nauwelijks aandacht kreeg. Het album bestaat grotendeels uit covers die bij het thema passen en nieuwe versies van drie eigen nummers: Love Voudou, Secret Oktober 31st en Super Lonely Freak (een medley van Lonely in Your Nightmare en Super Freak van Rick James. Ex-leden Cuccurullo en Andy Taylor speelden op een paar nummers de gitaarpartijen in. De band trad op 9 juni 2025 op in het Sportpaleis in Antwerpen. Op 11 juni 2025 gaf de groep een concert in een uitverkocht Ziggo Dome in Amsterdam, dat door de pers matig ontvangen werd.

## Discografie

### Albums
| Album met eventuele hitnotering(en) in de Nederlandse Album Top 100 | Datum van verschijnen | Datum van binnenkomst | Hoogste positie | Aantal weken | Opmerkingen               |
| ------------------------------------------------------------------- | --------------------- | --------------------- | --------------- | ------------ | ------------------------- |
| Duran Duran                                                         | 15-06-1981            | -                     |                 |              |                           |
| Rio                                                                 | 10-05-1982            | -                     |                 |              |                           |
| Carnival                                                            | 1982                  | -                     |                 |              | ep / dance remixes        |
| Seven and the Ragged Tiger                                          | 14-11-1983            | 10-12-1983            | 1(5wk)          | 39           |                           |
| Arena                                                               | 1984                  | 24-11-1984            | 6               | 24           | livealbum                 |
| Notorious                                                           | 18-11-1986            | 06-12-1986            | 8               | 19           |                           |
| Big Thing                                                           | 18-10-1988            | 29-10-1988            | 16              | 16           |                           |
| Decade                                                              | 15-11-1989            | -                     |                 |              | verzamelalbum             |
| Liberty                                                             | 20-08-1990            | 01-09-1990            | 30              | 6            |                           |
| Duran Duran (The Wedding Album)                                     | 15-02-1993            | 27-02-1993            | 18              | 17           |                           |
| Thank You                                                           | 31-03-1995            | 08-04-1995            | 43              | 7            | covers                    |
| Greatest                                                            | 09-11-1998            | 21-11-1998            | 18              | 30           | verzamelalbum             |
| Astronaut                                                           | 11-10-2004            | 16-10-2004            | 17              | 6            |                           |
| Red Carpet Massacre                                                 | 16-11-2007            | 24-11-2007            | 73              | 1            |                           |
| Live at Hammersmith 82!                                             | 11-09-2009            | -                     |                 |              | livealbum / inclusief Dvd |
| All You Need Is Now                                                 | 18-03-2011            | 09-04-2011            | 23              | 5            |                           |
| Paper Gods                                                          | 11-09-2015            | 19-09-2015            | 4               | 3            |                           |
| Future Past                                                         | 22-10-2021            | 30-10-2021            | 9               | 1            |                           |
| Danse Macabre                                                       | 27-10-2023            | 4-11-2023             | 31              | 1            | covers                    |

| Album met hitnotering(en) in de Vlaamse Ultratop 200 albums | Datum van verschijnen | Datum van binnenkomst | Hoogste positie | Aantal weken | Opmerkingen    |
| ----------------------------------------------------------- | --------------------- | --------------------- | --------------- | ------------ | -------------- |
| Thank You                                                   | 1995                  | 22-04-1995            | 34              | 1            | covers         |
| Greatest                                                    | 1998                  | 28-11-1998            | 19              | 14           | verzamelalbums |
| Astronaut                                                   | 2004                  | 16-10-2004            | 40              | 6            |                |
| All You Need Is Now                                         | 2011                  | 09-04-2011            | 77              | 3            |                |
| Paper Gods                                                  | 11-09-2015            | 19-09-2015            | 19              | 7            |                |
| Future Past                                                 | 23-10-2021            | 30-10-2021            | 16              | 1*           |                |

### Singles
| Single met eventuele hitnotering(en) in de Nederlandse Top 40 | Datum van verschijnen | Datum van binnenkomst | Hoogste positie | Aantal weken | Opmerkingen                                                                          |
| ------------------------------------------------------------- | --------------------- | --------------------- | --------------- | ------------ | ------------------------------------------------------------------------------------ |
| Girls on Film                                                 | 1981                  | 05-09-1981            | tip17           | -            |                                                                                      |
| Hungry Like the Wolf                                          | 1982                  | 19-06-1982            | tip15           | -            | #50 in de Nationale Hitparade                                                        |
| Rio                                                           | 1982                  | -                     | -               | -            | #28 in de Tip 30                                                                     |
| Is There Something I Should Know?                             | 1983                  | 09-04-1983            | 14              | 6            | #24 in de Nationale Hitparade / Veronica Alarmschijf Hilversum 3                     |
| Union of the Snake                                            | 1983                  | 12-11-1983            | 15              | 7            | #17 in de Nationale Hitparade                                                        |
| New Moon on Monday                                            | 1984                  | 18-02-1984            | 26              | 4            | #28 in de Nationale Hitparade                                                        |
| The Reflex                                                    | 1984                  | 26-05-1984            | 1(6wk)          | 13           | #1 in de Nationale Hitparade en TROS Top 50 / Veronica Alarmschijf Hilversum 3       |
| The Wild Boys                                                 | 1984                  | 03-11-1984            | 2               | 13           | #3 in de Nationale Hitparade / #2 in de TROS Top 50                                  |
| Save a Prayer                                                 | 1985                  | 23-02-1985            | 19              | 7            | #17 in de Nationale Hitparade / # 16 in de TROS Top 50 /TROS Paradeplaat Hilversum 3 |
| A View to a Kill                                              | 1985                  | 25-05-1985            | 3               | 15           | Soundtrack A View to a Kill / #3 in de Nationale Hitparade en TROS Top 50            |
| Notorious                                                     | 1986                  | 01-11-1986            | 6               | 9            | #6 in de Nationale Hitparade / Veronica Alarmschijf Radio 3                          |
| Skin Trade                                                    | 1987                  | 07-03-1987            | 14              | 7            | #11 in de Nationale Hitparade                                                        |
| Meet El Presidente                                            | 1987                  | 23-05-1987            | 31              | 3            | #31 in de Nationale Hitparade                                                        |
| I Don't Want Your Love                                        | 1988                  | 08-10-1988            | 16              | 7            | #11 in de Nationale Hitparade Top 100                                                |
| All She Wants Is                                              | 1988                  | 24-12-1988            | tip4            | -            | #44 in de Nationale Hitparade Top 100                                                |
| Do You Believe in Shame?                                      | 1989                  | 06-05-1989            | tip12           | -            | #41 in de Nationale Hitparade Top 100                                                |
| Burning the Ground                                            | 1989                  | -                     |                 |              | #75 in de Nationale Top 100                                                          |
| Violence of Summer (Love's Taking Over)                       | 1990                  | 18-08-1990            | tip12           | -            | #43 in de Nationale Top 100                                                          |
| Ordinary World                                                | 1993                  | 06-03-1993            | 14              | 8            | #16 in de Mega Top 50                                                                |
| Come Undone                                                   | 1993                  | 31-07-1993            | tip16           | -            |                                                                                      |
| White Lines (Don't Do It)                                     | 1995                  | 24-06-1995            | tip12           | -            |                                                                                      |
| (Reach Up for The) Sunrise                                    | 2004                  | 04-09-2004            | tip4            | -            | #25 in de Mega Top 50                                                                |
| All You Need Is Now                                           | 2011                  | 16-04-2011            | tip18           | -            |                                                                                      |

| Single met hitnotering(en) in de Vlaamse Ultratop 50 | Datum van verschijnen | Datum van binnenkomst | Hoogste positie | Aantal weken | Opmerkingen |
| ---------------------------------------------------- | --------------------- | --------------------- | --------------- | ------------ | ----------- |
| (Reach Up for the) Sunrise                           | 2004                  | 09-10-2004            | 42              | 3            |             |
| What Happens Tomorrow                                | 2005                  | 25-12-2004            | tip8            | -            |             |
| Pressure Off                                         | 2015                  | 10-10-2015            | tip88           | -            |             |

### NPO Radio 2 Top 2000
| Nummers met noteringen in de NPO Radio 2 Top 2000 | '99  | '00  | '01  | '02  | '03  | '04  | '05  | '06  | '07  | '08  | '09  | '10  | '11  | '12  | '13  | '14  | '15  | '16  | '17  | '18  | '19  | '20  | '21  | '22  | '23  | '24  |
| ------------------------------------------------- | ---- | ---- | ---- | ---- | ---- | ---- | ---- | ---- | ---- | ---- | ---- | ---- | ---- | ---- | ---- | ---- | ---- | ---- | ---- | ---- | ---- | ---- | ---- | ---- | ---- | ---- |
| A View to a Kill                                  | 1063 | 1232 | 1593 | 1230 | 1753 | 1795 | -    | -    | -    | -    | -    | -    | -    | 2000 | 1735 | -    | 1867 | -    | -    | -    | -    | -    | -    | -    | -    | -    |
| Ordinary World                                    | -    | -    | -    | -    | -    | -    | -    | -    | 1004 | -    | 1169 | 1062 | 990  | 996  | 730  | 851  | 705  | 892  | 832  | 1000 | 938  | 934  | 874  | 802  | 764  | 719  |
| Save a Prayer                                     | -    | 493  | 813  | 458  | 701  | 812  | 1119 | 1177 | 1314 | 982  | 1230 | 1302 | 1098 | 1143 | 1137 | 1162 | 858  | 1214 | 1046 | 1304 | 1353 | 1268 | 1226 | 1374 | 1347 | 1402 |
| The Reflex                                        | 454  | 622  | 714  | 545  | 624  | 720  | 976  | 1085 | 1104 | 883  | 1441 | 1325 | 1353 | 1394 | 1154 | 1364 | 1316 | 1239 | 990  | 1331 | 1302 | 1081 | 1170 | 1337 | 1266 | 1620 |
| The Wild Boys                                     | -    | 1155 | 1210 | 1105 | 1206 | 1244 | 1745 | 1873 | 1977 | 1614 | -    | -    | -    | -    | 1931 | -    | -    | -    | -    | -    | -    | -    | 1980 | -    | -    | -    |

1. ↑  Een '-' betekent dat het nummer niet was genoteerd en een vetgedrukt getal geeft de hoogste notering van een nummer aan.

### Dvd's
| Dvd's met hitnoteringen in de Nederlandse Music Top 30 | Datum van verschijnen | Datum van binnenkomst | Hoogste positie | Aantal weken | Opmerkingen |
| ------------------------------------------------------ | --------------------- | --------------------- | --------------- | ------------ | ----------- |
| Arena                                                  | 1984                  | 03-1985               | 3               | 1            |             |
| Live from London                                       | 2005                  | 19-11-2005            | 23              | 1            |             |
| Live 2011 - A diamond in the mind                      | 2012                  | 21-07-2012            | 5               | 4            |             |